# Tatenectes
Tatenectes es un género extinto de plesiosaurio criptoclídido o aristonéctido cuyos restos se han encontrado en estratos del Jurásico Superior en la época del Oxfordiense en la Formación Sundance de Wyoming, Estados Unidos. La especie tipo, Tatenectes laramiensis fue nombrada en 2003 por O'Keefe y Wahl.